# Talatjynski Rajon
Talatjynski Rajon (vitryska: Талачынскі Раён, ryska: Толочинский район) är ett distrikt i Belarus.   Det ligger i voblasten Vitsebsks voblast, i den nordöstra delen av landet, 160 km öster om huvudstaden Minsk.